# Heilige Geest- of Arme Wees- en Kinderhuis

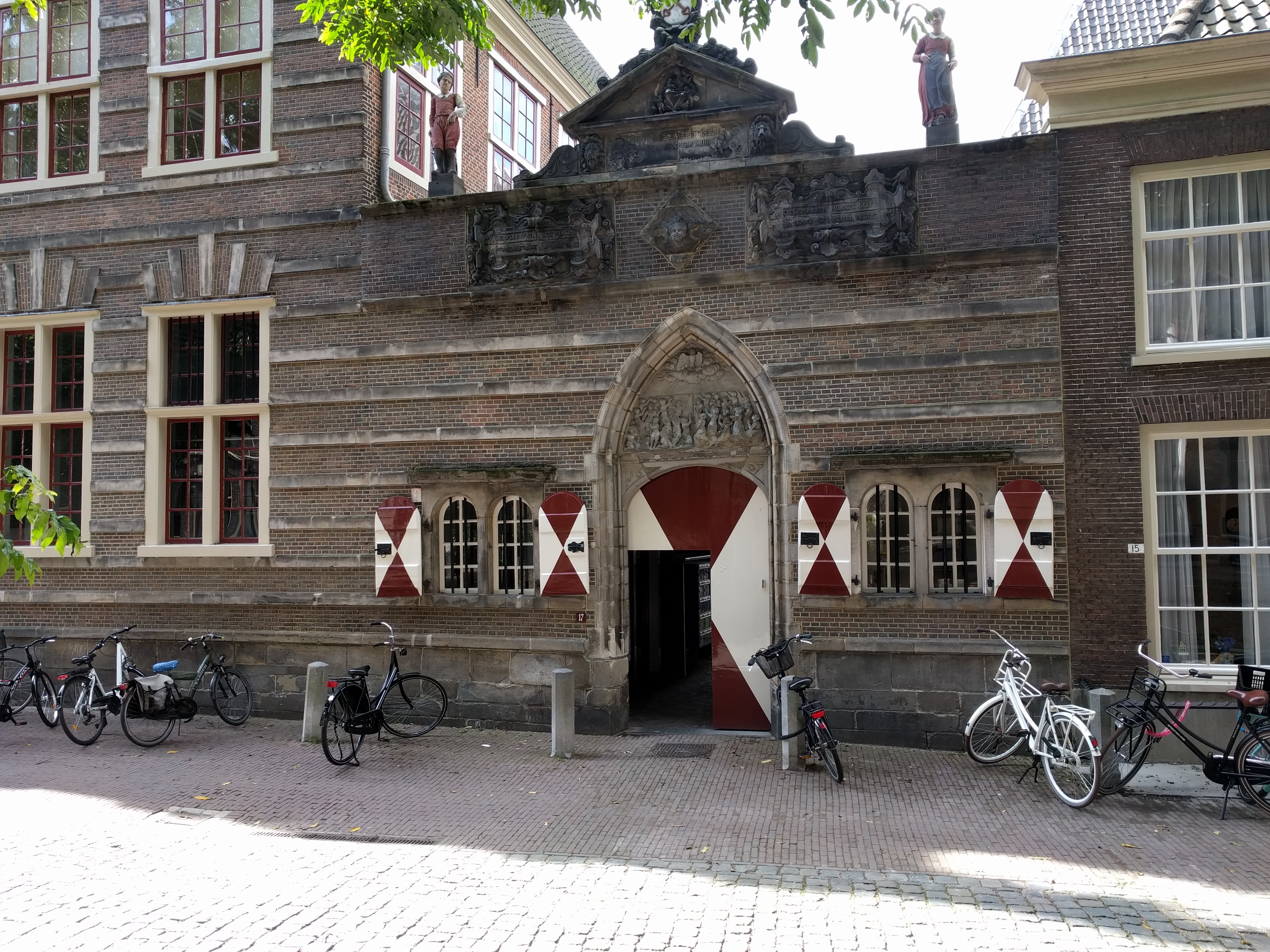
Poortgevel van het Heilige Geest of Armenweeshuis, 2017

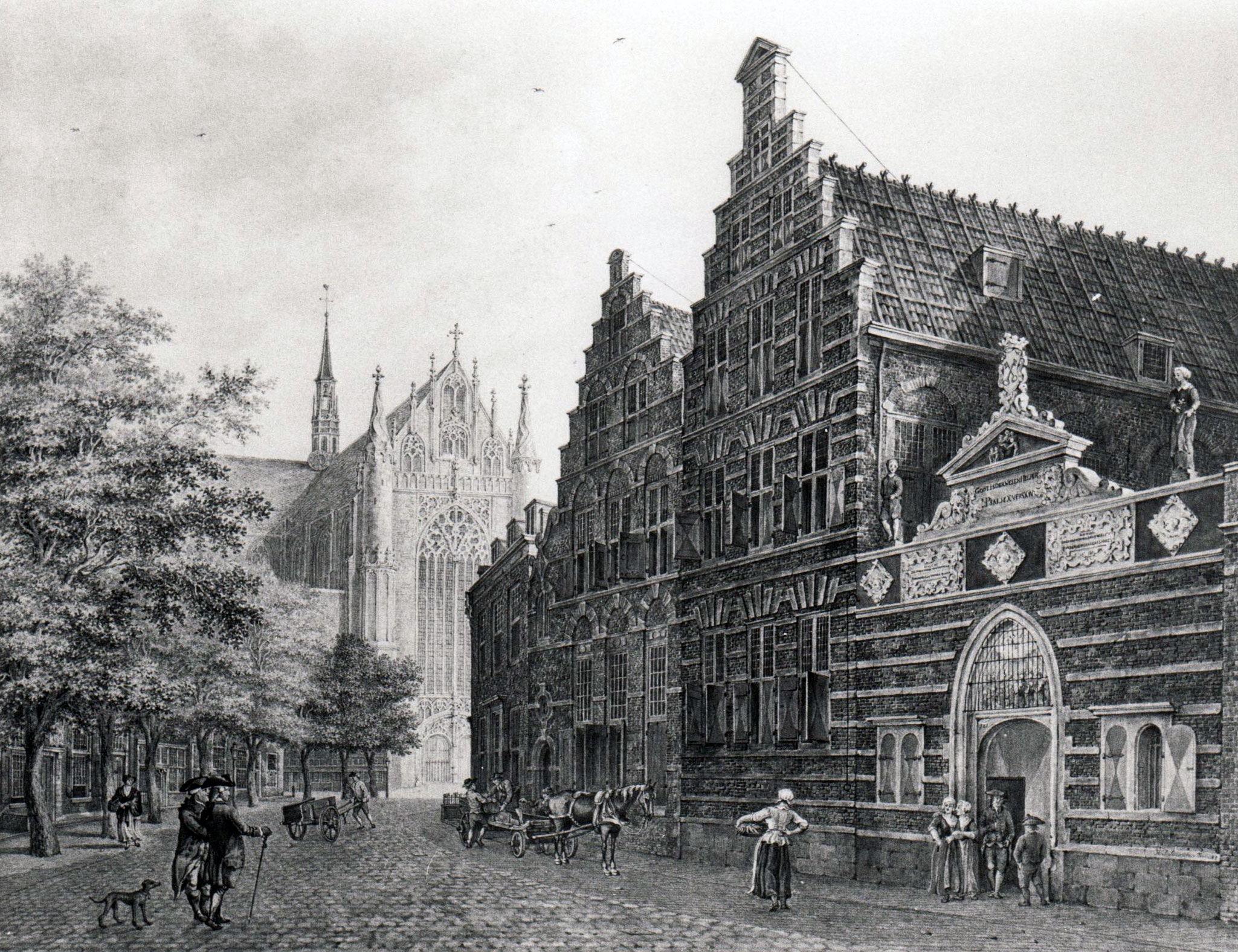
Voorgevel weeshuis aan de Hooglandse kerkgracht in de 18e eeuw.

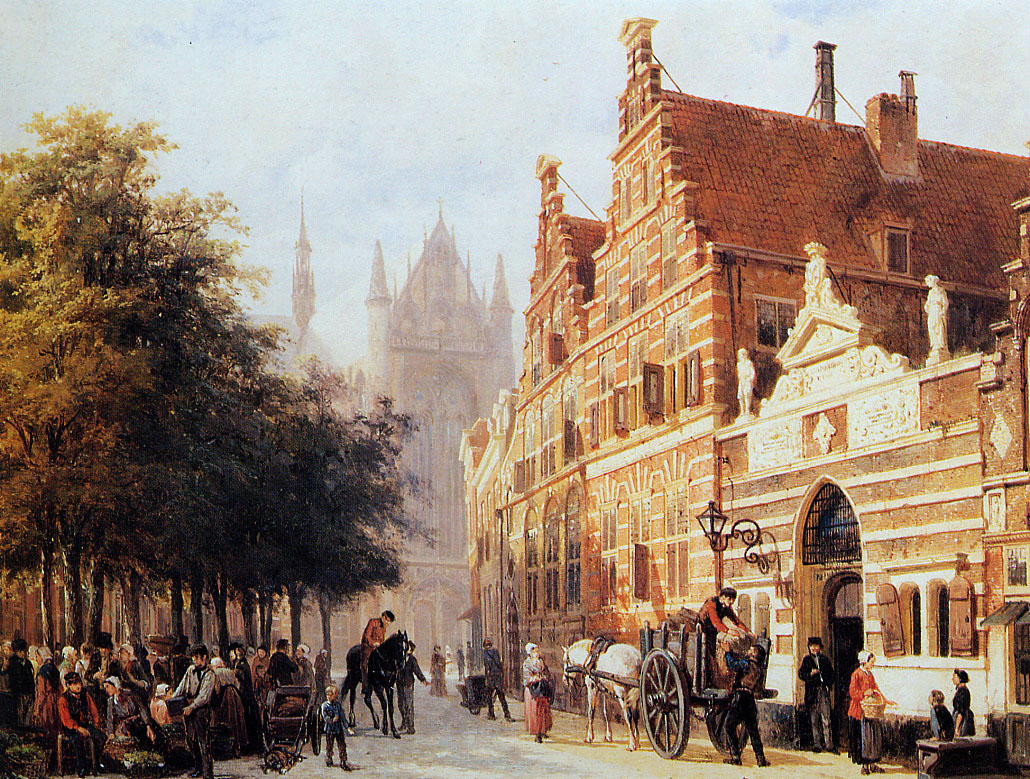
Kerkegracht en weeshuis in leiden, circa 1870, Cornelis Springer

Het Heilige Geest- of Arme Wees- en Kinderhuis (HGW) was een kinderweeshuis in de stad Leiden. In deze instelling werden kinderen opgevangen die geen ouders of een voogd hadden. Het HGW is een Rijksmonument op de Hooglandse Kerkgracht 17B.

## Ontstaan weeshuis
Voordat het weeshuis haar intrek nam op de Hooglandse Kerkgracht, was hier het Onze Lieve Vrouwegasthuis gevestigd. De stichtingsoorkonde stamt uit 1403, maar er is al eerder sprake van giften aan een gasthuis op deze locatie. Het Vrouwegasthuis werd in 1583 ontruimd. Dit gebeurde omdat in 1577 werd besloten dat er een wijziging in de armen- en wezenzorg moest plaatsvinden. Het Onze Lieve Vrouwegasthuis werd samengevoegd met het St. Elisabethsgasthuis in de Camp. De oorzaak hiervan lag vooral in de Tachtigjarige Oorlog, waarbij zeer veel mensen een beroep deden op de gasthuizen. Het gebouw aan de Hooglandse Kerkgracht werd overgedragen aan de Heilig Geestmeesters, die er het Heilige Geest- of Armenweeshuis in vestigden. 
Na het betrekken van het gebouw in 1583 werd 1604 voor de eerste keer een grote verbouwing en uitbreiding gerealiseerd. Hierbij werd de vleugel aan de noordzijde gebouwd. Tot in de negentiende eeuw is het weeshuis diverse keren verbouwd en gemoderniseerd. Tot 1961 heeft er een weeshuis in het gebouw gezeten, waarna het diverse functies heeft gehad.

## De Wezen
Het aantal wezen in het Heilige Geest Weeshuis bereikte zijn hoogtepunt in 1788 met 579 kinderen. Dit is echter een schatting. Er waren meer meisjes (62%) dan jongens. Na 1850 verminderde het aantal wezen gestaag. 
In het Heilige Geest Weeshuis werd er gezorgd voor onderdak, voeding, medische zorg en onderwijs voor de wezen. De kinderen kregen wat basisonderwijs zoals leren lezen, schrijven, rekenen. Hierna volgden de jongens een opleiding tot ambachtsman, zoals bijvoorbeeld schoenmaker. Meisjes bleven meestal in het weeshuis waar ze werkten in de naaikamer of hielpen bij de huishoudelijke taken.
Veel weeskinderen verlieten de instelling op ongeveer 18- tot 25-jarige leeftijd, omdat ze ofwel een baan hadden gevonden of gingen trouwen.

## 21e eeuw
Sinds 2010 en na een grondige renovatie, is het gebouw in gebruik als het Utopa-Weeshuis / Kinderrechtenhuis van de Stichting Utopa, opgericht door de culturele ondernemer Loek Dijkman. Ook op zijn initiatief is er sinds 2022 De Leidse Salon gevestigd, die kamermuziekconcerten organiseert, vaak rond een literair thema.
In het voormalige weeshuis zit ook een klein museum. De tentoonstelling ´De Wezen Spreken´ laat het dagelijkse leven zien van kinderen die van 1583 tot 1961 in het Heilige Geest Weeshuis woonden. Als onderdeel van de tentoonstelling zijn de woonkamer van de zogenoemde binnenvader en -moeder, de Regentessenkamer en de voormalige kinderkamer opengesteld voor het publiek. Er zijn ook interviews met oud-wezen te beluisteren. Ook is er een speciale tentoonstelling voor kinderen. De tentoonstelling ´Wees een Wees´ is voor schoolklassen uit de groepen 6 t/m 8 van de basisschool. 
Naast het museum en de Leidse Salon hebben ook maatschappelijke organisaties die zich inzetten voor kinderen, kinderrechten en jongeren zich gevestigd in het voormalige weeshuis. Voorbeelden hiervan zijn  Defence for Children en de Kinderrechtswinkel Leiden.

## Architectuur en interieur
Omdat het weeshuis een lange bouwgeschiedenis kent, hebben de diverse vleugels ook verschillende architectonische kenmerken. Naast de typisch 17de-eeuwse trapgevels zijn er ook achttiende-eeuwse lijstgevels, zoals aan de zijde van de Oude Rijn. In dit deel van het gebouw bevinden zich ook de regenten- en regentessenkamers. Vooral de regentenkamer is mooi uitgevoerd met een houten lambrisering, behangen wanden en een stucplafond. Decoraties bestaan uit bovendeurstukken in stucwerk en stucwerk op de schouwboezem. De regentessenkamer is vergelijkbaar maar heeft een simpeler stucplafond en een houten schoorsteenboezem met een schoorsteenstuk en de alliantiewapens van de regentessen.  Het stucwerk is uitgevoerd door Jacobus Bianchi en Joseph Verda in 1779. Naast de vaste decoratie is in de kamers ook een belangrijke collectie van schilderijen en glaswerk.